# Auberi le Bourguignon
Auberi le Bourguignon is een tekst uit de tweede helft van de dertiende eeuw. Hij is geschreven in Picardië.
Er zijn 5 volledige handschriften overgeleverd. Die wijken inhoudelijk alle vijf sterk van elkaar af. Daarom denkt men dat ze op verschillende bronnen gebaseerd zijn. Omdat ze slechts partieel geëditeerd zijn is onderzoek moeilijk. 

## Het verhaal
Basin, vader van Auberi en vazal van Karel Martel, krijgt het hertogdom Bourgondië. Na de dood van zijn vrouw trouwt hij snel opnieuw. Die nieuwe vrouw blijkt een slechte keuze. Ze zorgt voor Basins opsluiting en verbant zijn zoon Auberi. Die wordt naar vijandige ooms als Henry d’Ostenne en Huedon de Lengres gestuurd waar hij mishandeld wordt. Als wraak doodt hij hun zonen. Uiteindelijk komt hij bij zijn buitenechtelijke zuster terecht die getrouwd is met een markgraaf, daar wordt hij tot ridder geslagen en trekt er met zijn neef Gascelin op uit. Ze vechten in Beieren en Vlaanderen tegen de Saracenen en gaan in dienst bij de Beierse vorst. Diens vrouw, Guibourc en dochter, Sonneheut worden allebei verliefd op Auberi. Daarom proberen Guibourcs zonen Auberi om het leven te brengen. Na dit incident verlaat het duo het Beierse hof en trekken ze met geheven zwaard naar Vlaanderen. Auberi verovert hier onder andere zijn paard, Blanchaert. Wanneer Auberi en Gascelin in een kasteel in de Ardennen zijn, krijgen ze het bericht dat de Saracenen het Beierse hof hebben ingenomen en Guibourc en Sonneheut gevangen hebben gezet. Daarop trekken de twee kompanen met een leger van vierduizend manschappen daarheen om de dames te redden. Ze winnen de strijd, maar één groepje Saracenen weet te ontkomen met de dames en Blanchaert, ook Gascelin is spoorloos. Later vinden ze elkaar allemaal weer. Auberi en Guibourc, wier man ondertussen dood is, trouwen. Zo wordt Auberi koning van Beieren. Op het einde van het verhaal sterft hij en neemt zijn neef de troon in. Gascelin wordt vader van Naimes, later de raadgever van Karel de Grote.